# Râul Valea Bolânzii
Râul Valea Bolânzii este un curs de apă, afluent al râului Secaș. 